# Groupe de Poupehan
Le groupe de Poupehan, dont l'existence sera révélée en 1991 à l'occasion du  « scandale des discussions secrètes de Poupehan », désigne  « un groupe de réflexion et de pression » politique et financière qui s'est réuni secrètement dans les années 1980 pour prendre de grandes décisions sur la politique belge, en réunissant quatre dirigeants venus de mondes différents, politique, syndicalisme et banque, dans le village belge de Poupehan, dans les Ardennes. 
Leur première décision est la dévaluation de 8,5 % du franc belge en février 1982, moindre que les 10 % proposés par ses promoteurs, qui sera présentée comme un tournant politique belge vers l'austérité et sera suivie par la dévaluation de 5,75 %  du franc français le 14 juin 1982, la lire étant elle dévaluée de 6 % à la même date, deux décisions d'ampleur moindre que celle pour le franc belge mais toutes les deux considérées comme insuffisantes. Cette décision voit la Belgique revenir sur l'échelle mobile des salaires à laquelle sont très attachés les Belges, depuis des décennies, car elle garantit une indexation des salaires.
La banque centrale belge et l'un des deux partis de la coalition au pouvoir sont exclus de ces discussions car tous deux opposés à une dévaluation de 10 % envisagée. C'est aussi le cas d'un des deux principaux syndicats et de l'opposition socialiste, qui peçoivent cette dévaluation comme pensée "dans le seul but de faire passer une politique d'austérité".

## Contexte

### Contexte économique
Le contexte de la création du groupe de Poupehan est une situation économique belge marquée par un taux de chômage proche des 10 %, causé par le second choc pétrolier, et un déficit budgétaire approchant les 15 %, en grande partie pour combattre ce chômage mais sutout à cause de taux d'intérêts proches de 13 % pour défendre le maintien du franc belge dans le SME car la balance des paiements est très largement dans le rougeen raison de ce second choc pétrolier.

### Contexte politique et linguistique
Le contexte politique est celui d'un parti socialiste belge poussé hors de la coalition au pouvoir, sans qu'il ait perdu les élections, le Premier ministre du parti chrétien flamand (CVP) l'associant d'abord à des mesures impopulaires puis bénéficiant de la montée du nationalisme en Flandre, partie du pays tournée vers la finance et l'exportation de services, sur fond de mouvement inverse dans une Wallonie, où l'industrie traditionnelle (mines, acier, textile) est accusée de ne pas se moderniser. Les Wallons se disent ensuite en février 1982 affectés par une réforme de l’indexation des salaires voulue par un gouvernement "à prédominance flamande", tandis que le parti nationaliste de la Flandre la juge victime d'une opération découlant de situation économique en Wallonie.
De plus, dans un premier temps, ce CVP de Wilfried Martens voit ses dirigeants "progressivement autonomisés de la base de leur parti et des associations qui y sont liées". 
Principal parti de la coalition des partis socialistes et chrétiens au pouvoir entre fin 1980 et 1981, le CVP va ainsi rebondir "systématiquement" sur le "discours de crise" découlant du second choc pétrolier de la fin 1979, en prônant "l'austérité budgétaire et la modération salariale" ce qui affaiblit le parti socialiste, son partenaire dans la coalition, qui décide de conditionner, lui, sans forcément y parvenir, "la modération salariale et la réforme de l’indexation des salaires à la négociation collective".
Le gouvernement Martens IV chute et les législatives anticipées du 8 novembre 1981 voient comme prévu les partis chrétiens chuter dans les deux parties du pays, de 57 et 25 sièges à 43 et 18. Mais une coalition avec les libéraux reste possible, car du côté wallon ils bénéficient de la chute imprévue des partis régionalistes francophones, tandis que du côté flamand le petit parti nationaliste gagne six sièges. C'est donc le Gouvernement Martens V qui est formé, sur la base d'une coalition restreinte. Pour faire face à la situation monétaire tendue, les pouvoirs spéciaux lui sont accordés par le Parlement début 1982. Fort du "soutien" discrêt de la direction du syndicat ACV, le Gouvernement Martens V  peut envisager un gouvernement désormais avec les seuls libéraux, et même s’accorde avec eux "sur la mise à l’écart des syndicats de la décision économique" pour déployer un "programme d’austérité budgétaire et salariale". Les piliers de ce gouvernement chrétien-libéral investi le 17 décembre 1981 sont  Wilfried Martens, Premier ministre social-chrétien, et Jean Gol, vice-premier ministre libéral, mais ce dernier ne sera pas associé au g
Le gouvernement Gouvernement Martens IV chute et les législatives anticipées du 8 novembre 1981 voient comme prévu les partis chrétiens chuter dans les deux parties du pays, de 57 et 25 sièges à 43 et 18. Mais une coalition avec les libéraux reste possible, car du côté wallon ils bénéficient de la chute innattendue des partis régionalistes francophones, tandis que du côté flamand le petit parti nationaliste gagne six sièges. C'est donc le Gouvernement Martens V qui est formé, sur la base d'une coalition restreinte. Pour faire face à la situation monétaire tendue, les pouvoirs spéciaux lui sont accordés par le Parlement début 1982. Fort du "soutien" discrêt de la direction du syndicat ACV, le Gouvernement Martens V  peut envisager un gouvernement désormais avec les seuls libéraux, et même s’accorde avec eux "sur la mise à l’écart des syndicats de la décision économique" pour déployer un "programme d’austérité budgétaire et salariale". Les piliers de ce gouvernement chrétien-libéral investi le 17 décembre 1981 sont  Wilfried Martens, Premier ministre social-chrétien, et Jean Gol, vice-premier ministre libéral, mais ce dernier ne sera pas associé au groupe de Poupehan, ni même informé de son existence.

### Contexte monétaire, social et financier
C'est dans ce contexte politique de rétractation de la coalition au pouvoir qu'est contesté le mécanisme traditionnel dénommé "robinet monétaire". L’administration belge pouvait demander à la Banque nationale de Belgique de créer des "certificats de trésorerie" permettant à l’État de lever des fonds auprès d'un consortium de banques belges et luxembourgeoises ayant un monopole sur les titres de dettes, ensuite revendu aux investisseurs. Mais il est contesté désormais, tandis que dans deux rapports successifs, la dévaluation est fortement rejetée par la Banque nationale de Belgique, qui estime que l’indexation des salaires et les coûts liés à l’importation rendue plus chère ruineraient tout effet sur la compétitivité des entreprises tout en pouvant  aggraver la charge des intérêts en raison d'un moindre crédit du franc belge sur les marchés, "dans un contexte d’important déficit de la balance des paiements et d’une intense spéculation contre le franc belge".
Au même moment, en 1982, la dette publique belge atteint près de 100 % du PIB belge et les taux d’intérêts moyens sur cette dette publique atteignaient 13 % car il fallait défendre la monnaie contre les scénarii de dévaluation, jugés crédibles par les spéculateurs. En raison de l’importance des intérêts, la dette croissait d’elle-même, créant un "effet boule de neige",  titre d’une note du bureau fédéral du plan, transmise au gouvernement.
Lors du sommet européen du 23 mars 1981 fut proposé un "assouplissement du mécanisme de l’indexation des salaires",  prévoyant d'exclure l'essence et le tabac du calcul de l’indice d'indexation des salaires, avec pour objectif de diminuer la spéculation conte le franc belge. 
La proposition recueille un accord des ministres socialistes, mais sans convaincre. Jeff Houthuys, leader du principal syndicat belge, la Confédération des syndicats chrétiens (AVC), très majoritairement flamande, soutient cette révision mais ce n'est pas le cas de Georges Debunne, dirigeant de la FGTB (socialiste). De leur côté, les partenaires du SME font savoir que le franc belge devra être dévalué si un projet plus marqué n'est pas décidé car ils ne pourront pas le soutenir.

## Motivation et création
Le groupe de Poupehan est créé sur une idée de Fons Verplaetse, chef de cabinet de Wilfried Martens, qui propose d'héberger les réunions chez lui à la campagne, à Poupehan, où il est surnommé le « banquier de là-haut ». Il fait part à Wilfried Martens, en s'invitant dans son bureau, de la difficulté à faire accepter dans les rangs syndicaux les mesures d'austérité envisagées en échange de la dévaluation envisagée par les financiers depuis un certain temps, en raison des turbulences subies sur le marché des changes par le franc belge, citant nommément Jef Houthuys, président de la Confédération belge des syndicats chrétiens (CSC). Le groupe aura ensuite pour objectif de "minimiser l’opposition de la FGTB", l'autre grande centrale syndicale belge, à ces mesures d'austérité. Jef Houthuys a une "réelle stature d'homme d'Etat" car il est "capable d'adoucir sa combativité militante" se disent les deux hommes, qui savent que le "blocage des prix et des salaires" est difficile à mettre en place sans revenir sur l'échelle mobile des salaires à laquelle sont très attachés les Belges depuis des décennies.
Quelques jours avant en France, Edmond Maire, leader de la CFDT, s'est inquiété des "risques de dérapage économique", en reprochant le 17 février 1982 à François Mitterrand que la semaine de 39 heures soit payée 40. Informé par des directeurs de cabinet comme Philippe Lagayette, il déclare le 26 mai 1982 à l'ouverture du congrès du 2ème syndicat que la "classe ouvrière a tout à gagner à une politique de rigueur et de vérité", avant de sembler se faire l’avocat d’un deuxième plan d’austérité le 31 janvier 1983, sur le perron de l’Elysée, déclenchant "le résultat catastrophique" pour la CFDT des élections à la Sécurité sociale d'octobre 1983, arrivée troisième avec 18 %, loin des 25 % du deuxième, FO.
Le groupe  de Poupehan a sa première réunion informelle le week-end du 22 février 1982, veille de la dévaluation de février 1982. Les quatre participants sont des amis « qui se retrouveront toujours » même s'ils ne sont pas d'accord. Fons Verplaetse sera plus tard nmmé gouverneur de la Banque nationale (BNB).

## Composition
Quatre hommes sont appelés les "quatre du groupe de Poupehan" car tous les quatre "conscients de l’état catastrophique de l’économie belge", au point de se mette d'accord pour dévaluer le franc belge de 8,5 % par rapport au deutsche mark, "en dehors de tout cadre institutionnel" et surtout "contre l’avis du gouverneur de la Banque nationale de Belgique". 
Les quatre du groupe sont:
- Le Premier ministre Wilfried Martens;
- Son chef de cabinet adjoint Fons Verplaetse, qui héberge les réunions chez lui à Poupehan;
- Jef Houthuys, président de la Confédération belge des syndicats chrétiens (CSC);
- Le banquier Hubert Detremmerie, jugé proche de la CSC. Ce dernier avait dès la fin des années 70 discuté de l’opportunité d’une dévaluation du franc belge et en avait discuté avec Wilfried Martens et depuis juillet 1981, avec Paul-Willem Segers anciennement ministre CVP et président de l’Algemene Christelijke

Werknemersorganisatie, la coupole des organisations chrétiennes flamande, un premier "think thank" confidentiel l'associe à Wilfried Martens et plusieurs responsables de la Banque nationalet.
Tous les quatre ont "testé les mesures socio-économiques d'accompagnement" en prévision d'un "un véritable choc" économique et politique. Fons Verplaetse utilise secrètement des données de l'ordinateur de la Banque nationale de Belgique pour effectuer les simulations macroéconomiques.

## Premières décisions

### Dévaluation de février 1982
La dévaluation de 8,5 % du franc belge de février 1982 a pour inconvénient de renchérir l’inflation des importations libellées dans une devise étrangère, d'où la nécessité de contrôler les prix et donc l'accompagner de l’application de mesures annexes, comme un blocage des prix et des salaires, pour "empêcher une poussée d’inflation".
La couronne danoise est dévaluée elle de 3 %. Les gouvernements belge et danois avaient demandé respectivement 12 % et 7 % p. 100, mais leurs partenaires du SME, notamment la France, ont refusé en faisant valoir de "difficiles négociations agricoles" en cours,alors que le 15 février 1982 a été ouvert le débat annuel sur le relèvement des prix agricoles, devant être terminé pour le 1er avril. Le Français Jacques Delors a en particulier jugé la demande belge « inadmissible », en invoquant le refus de toute dévaluation susceptible de fausser la concurrence. 
Il est annoncé que les prix en Belgique seront bloqués jusqu'au 31 mai 1982, et ceux de l'électricité et du gaz diminués de près de 10 %, tandis que les prix pétroliers seront réexaminés ET que les employeurs qui engageront de jeunes chômeurs de moins de 25 ans ans pour une durée indéterminée seront dispensés des cotisations de sécurité sociale pour deux trimestres.
De plus, il est annoncé que:
- l'indexation sur les prix est suspendue pour trois mois, sauf pour les salaires mensuels de moins de 270000 francs (3700 F français)[1];
- Cette indexation sera rétablie entièrement au 1er janvier 1983 mais sur la base des salaires de décembre 1982, et d'ici là partiellement, par pallies d'un montant de 2 % du salaire minimum[1].

#### Prémices et négociation à Washington
Hubert Detremmerie, avait dès la fin des années 70 discuté avec Wilfried Martens de l’opportunité d’une dévaluation du franc belge et depuis juillet 1981, organisé un premier "think thank" confidentiel réunissant le même Wilfried Martens et plusieurs responsables de la Banque nationalet. En février 1982, Fons Verplaetse réclame une dévaluation du franc belge de 10 % mais n'obtiendra que 8 %. 
Dans ses mémoires, Wilfried Martens, relate que Fons Verplaetse et Jacques Van Ypersele, chef de cabient du Roi des Belges, lui fournissent une note décidant finalement que la simple dévaluation interne de 10 % ,défendue aussi par Roland Beauvois et Cecil de Strycker de la Banque nationale de Belgique, serait "trop déflationniste", note qui aurait épermis de convaincre, mi-février 1982 Jean Gol, président du PRL, et Willy De Clercq, ministre PVV des finances, auparavant résolument opposés à la dévaluation".
Les 17 et 18 février, une réunion secrète à Washington associe Wilfried Martens et Jacques van Ypersele, avec Jacques de Larosière, directeur général du Fonds monétaire international, leur permettent de plaider un soutien du FMI à une dévaluation du franc belge, malgré deux gros obstacles, "l’opposition de la Banque nationale de Belgique et le contexte particulier de l’union économique et monétaire belgo-luxembourgeoise",.
Les autorités luxembourgeoises sont alors "tenues à l’écart des discussions malgré la liaison des francs belge et luxembourgeois" mais c'est aussi le cas de la Banque nationale (BNB). Les autorités luxembourgeoises sont alors "tenues à l’écart des discussions malgré la liaison des francs belge et luxembourgeois" mais c'est aussi le cas de la Banque nationale (BNB).

#### Le souci de minimiser l’opposition de la FGTB
Afin de "minimiser l’opposition de la FGTB" à ces mesures et la "dépasser", le groupe met en avant "la coordination de la direction des syndicats chrétiens avec le gouvernement", combinée à "la rapidité de l’adoption des décisions austéritaires permises par les pouvoirs spéciaux", avec pour résultat l'entrée brutale de la Belgique "dans l’âge de l’austérité",.
Il est ensuite décidé à Poupehan la suspension temporaire de l'indice des prix auquel les salaires sont automatiquement liés et une "diminution de 3 % de certains salaires", ou encore "la réduction des charges des entreprises, pour obtenir une relance économique". Une grève générale de vingt-quatre heures est le 8 février déclenchée par "le puissant syndicat socialiste FGTB" mais le gouvernement décide de ne tenir "aucun compte de la grève".

#### Réactions
Alors que la dévaluation du franc belge devrait rendre la sidérurgie wallone plus compétitive sur le marché européen, elle déclenche dans la région liégeoise une véritable « explosion » sociale le 24 février sous forme de grève générale lancée par le syndicat FGTB contre la dévaluation et ses mesures d'«  accompagnement », en particulier le blocage de l'indice des prix auquel les salaires sont rattachés, qui scandalise le syndicat FGTB. Au même moment venaient de fuiter dans la presse les « premières conclusions » du rapport du consultant américain McKinsey sur la rentabilité de la sidérurgie belge, qui recommande la suppression de 8 500 emplois au lieu des 5 000 prévus jusque là. La crise sociale se propage au Grand-duché du Luxembourg, alors une autre place forte la sidérurgie européenne, où la population veut « se donner une plus large autonomie » deux jours après cette dévaluation, jugée forcée et « injustifiée », et refuse de « suivre les Belges dans leur calvaire ».

#### Suites en 1983
Aprrès le paroxysme spéculatif du début mars 1983 au sein du SME, qui débouche sur une dévaluation du franc français et de la lire italienne en mars 1983, couplée à une réévaluation du mark allemand et du florin néerlandais, la spéculation contre le franc belge diminue un peu donnant de l'air aux autorités financières et monétaires. Ainsi, au lendemain de ce réajustement du SME, la Banque de Belgique a fortement réduit son taux d'escompte, le ramenant de 14 % à 11 %, au plus bas depuis 1979.

### Décisions de 1987
Les réunions secrètes du groupe débouchent, entre autres, après les élections du 13 décembre 1987, sur le débarquement des libéraux de Jean Gol et de Guy Verhofstadt, jugé « arrogant et trop à droite » ou encore indisposant trop les syndicats.

## Révélation en 1991
C'est le journaliste journaliste d'investigation Hugo De Ridder qui a révélé l'existence de ces discussions secrètes à Poupehan, le 31 décembre 1991, dans un livre publié en flamand et titré "À propos de Wilfried Martens" ("Omtrent Wilfried Martens"), quelques mois avant la crise monétaire de 1992 en Europe. La presse parle du scandale des « discussions secrètes de Poupehan » quand elle reprend massivement en 1991 ces révélations sur les réunions secrètes tenues dès févrierr 1982, los de la dévaluation du franc belge,. Selon le livre de Jo Cottenier et Kris Hertogen paru la même année, c'est  Jef Houthuys, président de la Confédération belge des syndicats chrétiens (CSC), qui lui révéla "comment toute la politique d'austérité des années 80 fut concocté dans la maison de vacances de Fons Verplaetse , à Poupehan".
Les révélations d'Hugo De Ridder sont confirmées lors de la publication en 2006 des mémoires de l'ex-Premier ministre Wilfried Martens, qui y consacre un chapitre entier, explique ses motivations, celles de l'instigateur, son chef de cabinet, et souligne que les épouses et agents de sécurité étaient présents pour ce qui n'était "pas un lieu de réunion élitiste pour figure de proue du monde politique, syndical ou financier" mais une occasion de détente studieuse à la campagne, en rappelant les origines modestes des participants. Wilfried Martens souligne dans ses mémoires que la dévaluation et les mesures d'austérité pour empêche son impact inflationiste étaient prévues avant la première réunion du groupe, qui se focalise plutôt sur la gestion syndicale et sociale de la décision.

## Historiographie et mémoire
Les "quatre du "groupe de Poupehan" seront ensuite perçus parfois  comme un groupuscule qui a "pendant quelques années, décidé en secret du devenir de la Belgique", pays qui dans les années 1980 connait une certaine instabilité, avec dix gouvernements se succédant, menant  une politique libérale, au cours de la décennie, dont neuf présidés par Wilfried Martens en alternant partenaires socialistes et libéraux. 
Sa création est aussi perçue comme un «coup d'État», un putsch de Wilfried Martens et de quelques proches, alors que Jean Godeaux, déclare le 18 février 1982 qu'il "rejette toute dévaluation du franc", dans une interview accordée au quotidien économique belge L'Echo. Le group est aussi perçu comme une "collusion secrète entre CSC et CVP", le syndicat chrétien et le parti flammand chrétien.

## Personnalités
- Wilfried Martens;
- Fons Verplaetse;
- Jef Houthuys;
- Hubert Detremmerie.